# Кузьминский, Иван Антонович
Иван Антонович Кузьминский — советский хозяйственный, государственный и политический деятель, Герой Социалистического Труда.

## Биография
Родился в 1922 году в селе Климентиевка. Член КПСС.
Участник Великой Отечественной войны, боец партизанского отряда имени Железняка партизанского соединения имени Сталина. С 1950 года — на хозяйственной, общественной и политической работе. В 1950—1982 гг. — бригадир комплексной бригады строительного треста № 7 Министерства промышленного строительства СССР в городе Коростене Житомирской области Украинской ССР.
Указом Президиума Верховного Совета СССР от 5 апреля 1971 года присвоено звание Героя Социалистического Труда с вручением ордена Ленина и золотой медали «Серп и Молот».
Делегат XXIII и XXIV съездов КПСС.
Умер в Коростене в 2000 году.